# Lucas Reiber
Lucas Reiber (Berlin, 1993. október 4. –) német színész.

## Élete
Lichterfelde-ben született, 14 évesen Kreuzbergbe költözött. Édesanyja Claudia Reiber, van egy húga, Lisa Reiber.
2003-ban a a nyomorultakban című musicalben szerepelt. 2008 és 2011 között a berlini Friedrichstadt-Palast színház tagja volt. 2010-ben feltűnt az Eisfieber című filmben. 2015-ben a Fák jú, Tanár úr! 2. című filmben játszott, majd a Binny és a szellem című sorozatban is szerepelt.

## Filmográfia

### Filmek
| Év   | Magyar cím           | Eredeti cím                           | Szerep             | Magyar hang   |
| ---- | -------------------- | ------------------------------------- | ------------------ | ------------- |
| 2019 |                      | Am Ende Legenden                      | Tom                |               |
| 2017 |                      | Katie Fforde: Bruderherz              | Anthony Cahill     |               |
| 2017 |                      | The Invisibles                        | Jochen Arndt       |               |
| 2017 |                      | Hanni & Nanni: Mehr als beste Freunde | Ole                |               |
| 2017 | Fák jú, Tanár úr! 3. | Fack ju Göhte 3                       | Etienne            | Hamvas Dániel |
| 2015 |                      | Becks letzter Sommer                  | Andy Shevantich    |               |
| 2015 |                      | Verrückt nach Fix                     | Jannis             |               |
| 2015 | Fák jú, Tanár úr! 2. | Fack ju Göhte 2                       | Etienne            | Hamvas Dániel |
| 2015 |                      | Die Mutter des Mörders                | Matis / Son        |               |
| 2015 |                      | Prinzessin Maleen                     | Peter              |               |
| 2014 |                      | Zwei mitten im Leben                  | Henry              |               |
| 2014 |                      | Sprung ins Leben                      | Sebastian Jäger    |               |
| 2014 |                      | Beeke                                 | Frieder            |               |
| 2012 |                      | Lore                                  | német katona       |               |
| 2012 |                      | Für Elise                             | Kai                |               |
| 2011 |                      | Kinderspiel                           | Vanessa barátja    |               |
| 2011 |                      | Warzenputtel                          | Sid                |               |
| 2011 |                      | Einer wie Bruno                       | Benny Schmidtbauer |               |
| 2011 |                      | Klarer Fall für Bär                   | Benjamin Bielmann  |               |
| 2010 |                      | Eisfieber                             | Greg               |               |
| 2010 | Éljen a rock!        | Rock It!                              | Marc               |               |

### Televíziós szerepek
| Év         | Magyar cím                 | Eredeti cím                           | Szerep                                | Megjegyzések                        |
| ---------- | -------------------------- | ------------------------------------- | ------------------------------------- | ----------------------------------- |
| 2017       |                            | Die Spezialisten - Im Namen der Opfer | Ulf Wiebold                           | 1 epizód                            |
| 2017       |                            | Der Kriminalist                       | Florian Friedland                     | 1 epizód                            |
| 2016       |                            | Der Urbino-Krimi                      | Fabio Soltare                         | 1 epizód                            |
| 2016       |                            | The Red Band Society                  | Victor                                | 4 epizód                            |
| 2015, 2017 |                            | SOKO 5113                             | Boris Neubert fiatalon / Matti Fauser | 2 epizód                            |
| 2015       |                            | 'Die Himmelsleiter                    | Bruno Zettler                         | 2 epizód                            |
| 2014–2016  | Binny és a szellem         | Binny und der Geist                   | Niklas Neudecker                      | 3 epizód magyar hangja Czető Roland |
| 2014       |                            | Father of Four Sons                   | Konstantin Bergers                    | 1 epizód                            |
| 2013       | Az Adlon hotel             | Das Adlon. Eine Familiensaga          | Page Raphael                          | 1 epizód                            |
| 2013       |                            | Heldt                                 | Manuel Unterberg                      | 1 epizód                            |
| 2013       |                            | Leipzig Homicide                      | Jolle Strand                          | 1 epizód                            |
| 2013       | Az Öreg                    | The Old Fox                           | Lukas Kroesinger                      | 1 epizód                            |
| 2011       | A férfi a legjobb orvosság | Doctor's Diary                        | Marc Meier                            | 4 epizód                            |
| 2011       |                            | Notruf Hafenkante                     | Lukas                                 | 1 epizód                            |
| 2010, 2012 |                            | Crime.de                              | Tristan                               | 2 epizód                            |

## Fordítás
- Ez a szócikk részben vagy egészben  a   Lucas Reiber című német Wikipédia-szócikk fordításán alapul.  Az eredeti cikk szerkesztőit annak laptörténete sorolja fel. Ez a jelzés csupán a megfogalmazás eredetét és a szerzői jogokat jelzi, nem szolgál a cikkben szereplő információk forrásmegjelöléseként.